# استفان ووگلر
استفان ووگلر (انگلیسی: Stefan Vogler؛ زادهٔ ۱۳ اوت ۱۹۹۰) بازیکن فوتبال اهل آلمان است.
از باشگاه‌هایی که در آن بازی کرده‌است می‌توان به باشگاه فوتبال گروتر فورث و باشگاه فوتبال کیکرز اوفنباخ اشاره کرد.